# Diophanes van Mytilene
Diophanes (Oudgrieks: Διοφάνης) was een Griekse redenaar uit Mytilene.
Deze kwam omstreeks 144 v.Chr. naar Rome en werd door Marcus Tullius Cicero zeer geprezen. Hij was een leermeester van Tiberius Sempronius Gracchus en deelgenoot in diens politieke pogingen tot socio-economische verandering, waardoor hij na de dood van zijn vriend ter dood werd gebracht.